# Бондар Валерій Іванович
Валерій Іванович Бондар (Valerii Ivanovych Bondar) (нар. 4 вересня 1969, м. Вінниця) — український військовий, генерал-майор, до 18 березня 2019 року заступник командувача з громадської безпеки Національної гвардії. Кандидат юридичних наук.
З 21 березня 2019 року Вищою Радою правосуддя затверджений Головою Служби судової охорони.
20 липня 2022 року звільнений з посади Голови Служби судової охорони.

## Життєпис
У 1991 закінчив Калінінградське вище інженерне училище інженерних військ.
У 1999 році закінчив Національну Академію внутрішніх справ України.
У 2006 році закінчив Національну Академію оборони України з відзнакою.
Пройшов військовий шлях від командира взводу до заступника начальника штабу Головного управління Національної гвардії України.
Від 7 червня 2017 року Указом Президента України призначений Заступником командувача Національної гвардії України.
18 березня 2019 року Указом Президента України звільнений зі займаної посади і переданий в розпорядження командувача Національної гвардії України.
21 березня 2019 року Рішенням Вищої Ради правосуддя затверджений Головою Служби судової охорони України.
20 липня 2022 року звільнений з посади Голови Служби судової охорони.

## Нагороди та відзнаки
- орден Данила Галицького (23 березня 2012) — за вагомий особистий внесок у зміцнення законності та правопорядку, боротьбу зі злочинністю, зразкове виконання службового обов'язку, високий професіоналізм та з нагоди Дня внутрішніх військ МВС України[5];
- відзнака Президента України «За участь в антитерористичній операції»[2];
- відзнака «Іменна вогнепальна зброя»[2].

### Декларація
- Е-декларація [Архівовано 23 березня 2019 у Wayback Machine.]
- Валерій Іванович Бондар